# John O’Neill (Fußballspieler, 1958)
John Patrick O’Neill (* 11. März 1958 in Derry) ist ein ehemaliger nordirischer Fußballspieler und -trainer. Als Innenverteidiger war er zwischen 1976 und 1987 bei Leicester City aktiv. Darüber hinaus absolvierte er 39 A-Länderspiele für die nordirische Nationalmannschaft und war Teil des Kaders der WM-Endrunde 1982 in Spanien und der WM-Endrunde 1986 in Mexiko. Dort kam er zunächst in Spanien nur zu einem Kurzeinsatz, ließ aber vier Jahre später drei Einsätze in den Gruppenspielen jeweils über die vollständige Distanz folgen.

## Sportlicher Werdegang
John O’Neill war Student an der Loughborough University und spielte neben seiner Ökonomieausbildung jenseits eines Profiengagements für Leicester City. Als dort der frischgebackene schottische Triple-Gewinner Jock Wallace das Traineramt beim Erstligaabsteiger zur Zweitligasaison 1978/79 übernahm, berief dieser überraschend O’Neill fürs erste Spiel beim FC Burnley (2:2). Das Risiko zahlte sich schnell aus und der Nordire etablierte sich schnell als ein Innenverteidiger mit abgeklärter und eleganter Spielweise. Nachdem er auch bereits für die nordirische U21-Auswahl gespielt hatte, war er spätestens ab der Saison 1979/80 mit 33 von 42 möglichen Einsätzen eine feste Größe in der Abwehr der Mannschaft, der über die Zweitligameisterschaft die Rückkehr in die höchste englische Spielklasse gelang. In den folgenden sechs Jahren hatte er nur in zwei Spielzeiten weniger als 40 Ligaeinsätze pro Saison und aufgrund seines guten Spielverständnisses wurde ihm im Verlauf seiner Karriere die Kapitänsrolle übertragen. Dabei pendelte Leicester City stetig zwischen erster und zweiter Liga, wobei der umgehende Abstieg nach der Spielzeit 1980/81 im zweiten Versuch als Tabellendritter der zweiten Liga in der Saison 1982/83 repariert werden konnte.
O’Neill wurde gelegentlich für seine etwas zu lasch wirkende Spielweise kritisiert, wie auch für seinen Mangel an Schnelligkeit. Mit einem guten Stellungsspiel konnte er jedoch gut gegnerische Angriffe antizipieren und mit der Erfahrung zweier WM-Endrunden-Teilnahmen 1982 in Spanien sowie 1986 in Mexiko wurde er für seine Konstanz inmitten der wechselhaften sportlichen Darbietungen geschätzt. Im Jahr 1986 wurde er zum Rekord-Nationalspieler von Leicester City und übertraf dabei Gordon Banks. Aber ein Jahr später, nach dem nächsten Abstieg des Vereins nach der Saison 1986/87, ließ er ihn für 150.000 Pfund zum Erstligisten Queens Park Rangers ziehen. Die Freude darüber, weiter in der höchsten englischen Spielklasse zu agieren, wurde schnell getrübt, als er nach nur zwei Ligapartien an den Ligakonkurrenten Norwich City weitergegeben wurde und sich dort bei seinem Debüt gegen den FC Wimbledon nach nur 34 Minuten derart schwer verletzte, dass er einige Monate später seine aktive Laufbahn beenden musste. Um Einnahmen für O’Neill zu generieren, organisierte Norwich City im Mai 1989 ein Benefizspiel („Testimonial Match“) für ihn. Im Februar 1990 startete er ein zweijähriges Trainerengagement in Irland für die Finn Harps.
Während er einen Beruf außerhalb des Fußballs als Wein- und Spirituosen-Händler in seiner Geburtsstadt Derry ausübte, machte er nochmals im Oktober 1994 von sich reden, als er John Fashanu vom FC Wimbledon (aufgrund des überharten Zweikampfs, der zu seinem Karriereende führte) auf Schadenersatz verklagte. Die Streitigkeiten wurden mit einer Zahlung in Höhe von 70.000 Pfund außergerichtlich beigelegt. Später war er Teil des Vorstands bei Derry City und kommentierte dazu mit Jack Fullerton Länderspiele der nordirischen Nationalmannschaft.

### Nordirische Nationalmannschaft
O’Neill debütierte für die nordirische Nationalmannschaft am 26. März 1980 anlässlich eines WM-Qualifikationsspiels gegen Israel (0:0). In der Folgezeit bestritt er 16 weitere Länderspiele bis zum Beginn der WM-Endrunde 1982 in Spanien. Dort kam er in der ersten Gruppenphase jedoch nicht zum Einsatz und in der Zwischenrunde kam er gegen Frankreich (1:4) nur zu einer bedeutungslosen Einwechslung kurz vor Spielende. Als Nordirland sich auch vier Jahre später für die WM-Endrunde 1986 in Mexiko qualifizierte, stand O’Neill in allen drei Gruppenspielen in der Startelf, die jedoch nach zwei Niederlagen und einem Remis ins Turnieraus mündeten. Sein Einsatz gegen Brasilien (0:3) war sein 39. und letztes Länderspiel. Dabei waren ihm zwei Tore gelungen: im Juni 1980 gegen Australien und im November 1984 gegen Finnland (Endstand jeweils 2:1).